# Peter Broadbent
Peter Broadbent (Elvington, 15 de mayo de 1933 - Himley, Staffordshire, 1 de octubre de 2013) fue un jugador de fútbol profesional inglés que jugaba en la demarcación de centrocampista.

## Biografía
Peter Broadbent debutó como futbolista profesional en 1950 a la edad de 17 años con el Brentford FC. Tan sólo una temporada después de debutar, el Wolverhampton Wanderers FC le fichó. Además se convirtió en el primer jugador del club en marcar en una competición europea. Fue en un partido contra el FC Schalke 04 en la Liga de Campeones de la UEFA. Tras jugar 452 partidos y haber marcado 127 goles durante 14 temporadas, fue traspasado al Shrewsbury Town FC. Además jugó para el Aston Villa FC y para el Stockport County FC antes de fichar por el Bromsgrove Rovers FC, club en el que se retiró en 1971 a los 38 años de edad.
Peter Broadbent falleció el 1 de octubre de 2013 en Himley, Staffordshire a los 80 años de edad tras una larga batalla contra el alzhéimer.

## Selección nacional
Peter Broadbent jugó un total de siete partidos con la selección de fútbol de Inglaterra en la Copa Mundial de Fútbol de 1958, haciendo su debut frente a la selección de fútbol de la Unión Soviética, y llegando a marcar dos goles en el mismo partido contra Gales. 

## Clubes
| Club                       | País       | Año         | Partidos | Goles |
| -------------------------- | ---------- | ----------- | -------- | ----- |
| Brentford FC               | Inglaterra | 1950 - 1951 | 16       | 2     |
| Wolverhampton Wanderers FC | Inglaterra | 1951 - 1965 | 452      | 127   |
| Shrewsbury Town FC         | Inglaterra | 1965 - 1966 | 69       | 7     |
| Aston Villa FC             | Inglaterra | 1966 - 1969 | 64       | 2     |
| Stockport County FC        | Inglaterra | 1969 - 1970 | 31       | 1     |
| Bromsgrove Rovers FC       | Inglaterra | 1970 - 1971 | 19       | 17    |

## Palmarés
Wolverhampton Wanderers FC
- Football League First Division (3): 1954, 1958 y 1959
- FA Cup: 1960
- Community Shield (3): 1954, 1959 y 1960